# دوري أبطال أوروبا للسيدات 2012–13
دوري أبطال أوروبا للسيدات 2012–13 هو النسخة الثانية عشر من كأس الاتحاد الأوروبي للسيدات المنظمة من طرف اليويفا، والنسخة الرابعة منذ أن تمت تسميته بدوري أبطال أوروبا للسيدات.
فاز فولفسبورغ في النهائي بنتيجة 1–0 أمام ليون الفرنسي ليتوج بأول لقب دوري أبطال في تاريخه.

## المواعيد
برمجت يويفا المنافسة على الشكل التالي.
| الدور          | تاريخ القرعة   | الذهاب                  | الإياب           |
| -------------- | -------------- | ----------------------- | ---------------- |
| الدور التأهيلي | 28 يونيو 2012  | 11–16 أغسطس 2012        | 11–16 أغسطس 2012 |
| دور ال32       | 23 أغسطس 2012  | 26–27 سبتمبر 2012       | 3–4 أكتوبر 2012  |
| دور ال16       | 23 أغسطس 2012  | 31 أكتوبر–1 نوفمبر 2012 | 7–8 نوفمبر 2012  |
| ربع النهائي    | 27 نوفمبر 2012 | 20–21 مارس 2013         | 27–28 مارس 2013  |
| نصف النهائي    | 27 نوفمبر 2012 | 13–14 أبريل 2013        | 20–21 أبريل 2013 |
| النهائي        | 27 نوفمبر 2012 | 23 مايو 2013            | 23 مايو 2013     |

## مرحلة خروج المغلوب

### النهائي
| فولفسبورغ        | 1–0   | ليون |
| ---------------- | ----- | ---- |
| مولر 73' (ركلة.) | تقرير |      |